# Rhagovelia obesa
Rhagovelia obesa är en insektsart som beskrevs av Philip Reese Uhler 1871. Rhagovelia obesa ingår i släktet Rhagovelia och familjen vattenlöpare. Inga underarter finns listade i Catalogue of Life.